# Georgij Nikolaevič Flërov
Georgij Nikolaevič Flërov (in russo Гео́ргий Никола́евич Флёров?; Rostov sul Don, 2 marzo 1913 – Mosca, 19 novembre 1990) è stato un fisico sovietico.
Nel 2012, in suo onore, è stato attribuito ad un elemento il nome flerovio (simbolo Fl).

## Biografia
Flërov nacque a Rostov sul Don e frequentò il Politecnico di Leningrado, laureandosi in fisica termica e fisica nucleare.
Egli è noto per aver scritto a Stalin in persona nel mese di aprile del 1942, sottolineando lo strano silenzio dell'ambiente scientifico internazionale sull'argomento della fissione nucleare che in quel momento era studiata negli Stati Uniti, nel Regno Unito e in Germania. Le esortazioni di Flërov a "costruire una bomba all'uranio senza indugi" indussero Stalin a potenziare la ricerca sulle applicazioni militari della fissione nucleare e poi ad attivare il programma atomico sovietico.
Flërov scoprì la fissione spontanea nel 1940 insieme a Konstantin Petržak e si ritiene sia lo scopritore di due metalli di transizione, attualmente noti come seaborgio e bohrio.
Fondò l'Istituto congiunto per la ricerca nucleare (oggi il Laboratorio Flërov di reazioni nucleari) a Dubna nel 1957, e ne è stato direttore fino al 1989. Sempre in quel periodo, presiedé il Consiglio Scientifico dell'Accademia delle Scienze dell'URSS.